# Love Songs (Ayumi Hamasaki)
| Recensione | Giudizio |
| ---------- | -------- |
| TokyoNoise | 9.2/10   |

Love Songs è il dodicesimo album studio della cantante giapponese Ayumi Hamasaki. L'album è stato pubblicato il 22 dicembre 2010 dalla Avex Trax, otto mesi dopo il suo undicesimo album, Rock 'n' Roll Circus. La pubblicazione dell'album è stata fatta coincidere con la pubblicazione del singolo di debutto di Naoya Urata "Dream On, primo lavoro da produttrice della stessa Hamasaki. Brevi estratti dell'album sono stati resi disponibili sul sito ufficiale della cantante.

## Formati

### JacketA: CD+DVD
- Edizione Limitata che include una access card, su cui c'è un codice per l'accesso a contenuti digitali premium per il cellulare.
- Bonus Track: Live at Yoyogi on Oct.11.2010 (Limited Edition), Original version (standard edition)

### JacketB: CD
- Edizione Limitata che include una access card, su cui c'è un codice per l'accesso a contenuti digitali premium per il cellulare.
- Bonus Track: Original version

### JacketC: USB+microSD
- USB: tutte le canzoni in 48 kHz, 24 bit in formato wave; include tutti contenuti del CD
- microSD: formato SD-VIDEO, include tutti contenuti del CD e i videoclip dal primo all'ottavo del DVD
- Bonus Track: Live at Yoyogi on Oct.11.2010
- Photobook: misura "LP", photobook esclusivo (12 pagine)

## Tracce
CD
1. Love Song - 4:21 (Ayumi Hamasaki, Tetsuya Komuro, Yuta Nakano)
2. Crossroad - 4:46 (Ayumi Hamasaki, Tetsuya Komuro)
3. Moon - 5:47 (Ayumi Hamasaki, Yasuhiko Hoshino, Yuta Nakano)
4. Sending Mail - 4:32 (Ayumi Hamasaki, Tetsuya Komuro, Yuta Nakano)
5. Last Angel - 5:44 (Ayumi Hamasaki, Tetsuya Komuro, CMJK)
6. Insomnia - 2:02 (Ayumi Hamasaki, CMJK)
7. Like A Doll - 4:57 (Ayumi Hamasaki, Tetsuya Komuro, CMJK)
8. Aria - 1:35 (Ayumi Hamasaki, Yuta Nakano)
9. Blossom - 4:07 (Ayumi Hamasaki, Yasuhiko Hoshino, Yuta Nakano)
10. Thank U - 5:29 (Ayumi Hamasaki, Tetsuya Komuro, Yuta Nakano)
11. Sweet Season - 5:04 (Ayumi Hamasaki, Noriyuki Makihara, Shingo Kobayashi)
12. Overture - 1:46 (Ayumi Hamasaki, Yuta Nakano)
13. Do It Again - 5:51 (Ayumi Hamasaki, Tetsuya Komuro, Yuta Nakano)
14. November - 5:33 (Ayumi Hamasaki, Tetsuya Komuro, CMJK)
15. Virgin Road - 5:55 (Ayumi Hamasaki, Tetsuya Komuro, Yuta Nakano)

CD / CD+DVD Regular Edition - Bonus Tracks
1. Seven Days War Original: TM NETWORK's - 5:00 (Mitsuko Komuro, Tetsuya Komuro, CMJK)

USB+microSD / CD+DVD (First Press) - Bonus Tracks
1. Seven Days War (Live at Yoyogi on Oct.11.2010) - 6:52 (Mitsuko Komuro, Tetsuya Komuro)

DVD
1. Moon (Videoclip)
2. Blossom (Videoclip - director's cut)
3. Crossroad (Videoclip)
4. Sweet Season (Videoclip)
5. Virgin Road (Videoclip)
6. Last Angel (Videoclip)
7. Love Song (Videoclip)
8. Do It Again (Videoclip)
9. Moon (making of)
10. Blossom (making of)
11. Crossroad (making of)
12. Sweet Season (making of #1)
13. Virgin Road (making of #2)
14. Last Angel & Love Song (making of)
15. Last Angel & Love Song (making of)
16. Do It Again (making of)

## Classifiche
| Classifica                      | Posizione raggiunta |
| ------------------------------- | ------------------- |
| Giappone (Billboard Japan)      | 1                   |
| Giappone (Oricon Daily Chart)   | 1                   |
| Giappone (Oricon Weekly Chart)  | 1                   |
| Giappone (Oricon Monthly Chart) | 3                   |
| Giappone (Oricon Yearly Chart)  | 23                  |
| World Albums Top 40             | 14                  |

## Date di Pubblicazione
| Nazione       | Data             | Formato                                      | Etichetta        |
| ------------- | ---------------- | -------------------------------------------- | ---------------- |
| Giappone      | 22 dicembre 2010 | Digital Download, CD, CD+DVD Limited Edition | Avex Trax        |
| Taiwan        | 24 dicembre 2010 | CD, CD+DVD                                   | Avex Taiwan      |
| Hong Kong     | 30 dicembre 2010 | CD+DVD                                       | Avex Asia        |
| Corea del Sud | 7 gennaio 2011   | CD+DVD                                       | SM Entertainment |